# كارميلو باربييري
كارميلو باربييري هو لاعب كرة قدم كندي، ولد في 1956 في كالابريا في إيطاليا. شارك مع منتخب كندا تحت 20 سنة لكرة القدم ومنتخب كندا لكرة القدم.